# Dean Pleasants
Dean Pleasants (San Antonio, 14 marzo 1964) è un chitarrista statunitense.
Nel 1993 suona le parti di chitarra ritmica nell'album America's Least Wanted degli Ugly Kid Joe. Nel 1990 diventa membro del gruppo funk metal Infectious Grooves, dove suona tuttora. Nel 1997 si unisce ai Suicidal Tendencies in occasione della loro prima reunion, prendendo il posto di Rocky George, da allora impegnato con i Fishbone.

## Discografia

### Con Suicidal Tendencies
- Freedumb - 1997
- Six the Hard Way - 1998
- Free Your Soul and Save My Mind - 2000

### Con Infectious Grooves
- The Plague That Makes Your Booty Move...It's the Infectious Grooves - 1991
- Sarsippius' Ark (Limited Edition) - 1993
- Groove Family Cyco - 1994
- Mas Borracho - 2000
- The 5th Untitled Album - 2010